# Emily Remler
Emily Remler (Englewood Cliffs, 18 settembre 1957 – Sydney, 4 maggio 1990) è stata una chitarrista statunitense.
Durante la sua carriera ha inciso sette album di hard bop, standard jazz e fusion prima di morire a causa di un infarto a 32 anni, durante un tour in Australia.

## Carriera
Nata a New York, da una famiglia di origini ebraiche, Emily iniziò a suonare la chitarra all'età di 10 anni e durante gli studi al Berklee College of Music di Boston iniziò ad interessarsi al jazz, influenzata da Wes Montgomery, Miles Davis e John Coltrane. Dopo aver lasciato il Berklee College, nel 1976 iniziò a suonare nei club blues e jazz di New Orleans, lavorando con gruppi come FourPlay e i Little Queenie and the Percolators.
Nel 1981 incise il suo primo album, Firefly, rilasciato dall'etichetta Concord Jazz. Firefly ricevette ottime critiche così come Take Two, rilasciato un anno dopo. Negli anni successivi incise Transitions, Catwalk ed East to Wes, album tributo al suo idolo Wes Montgomery.
Oltre alla carriera come band leader e compositrice, Emily Remler collaborò con varie band blues a Broadway e con altri artisti, come Larry Coryell, con cui registrò l'album Together, e la cantante Rosemary Clooney. Inoltre, lavorò come chitarrista per Astrud Gilberto.
Nel 1985 vinse il premio come chitarrista dell'anno in un sondaggio della rivista DownBeat Jazz Magazine.

## Vita privata
Remler sposò il pianista jazz giamaicano Monty Alexander nel 1981, da cui divorziò nel 1984. In seguito ebbe una breve relazione con Larry Coryell.

### Morte
Durante la sua carriera, Remler sviluppò una dipendenza dall'eroina. Durante un tour in Australia nel 1990, all'età di 32 anni, la chitarrista ebbe un infarto durante una visita al cantante Ed Gaston e morì; alcuni ritengono che l'infarto sia stato causato dalla sua dipendenza.
Dopo la sua morte furono registrati due album tributo in suo onore, intitolati Just Friends, con contributi di Herb Ellis, David Benoit, Bill O'Connell e David Beberg tra gli altri.

## Discografia

### Album di studio
- 1981 - Firefly (Concord)
- 1982 - Take Two (Concord)
- 1983 - Transitions (Concord)
- 1984 - Catwalk (Concord)
- 1985 - Together (Concord, con Larry Coryell)
- 1988 - East to Wes (Concord)
- 1990 - This is Me (Justice Records)

### Raccolte postume
- 1991 - Retrospective, Volume One: Standards
- 1991 - Retrospective, Volume Two: Compositions